# Double, Double, Boy In Trouble
Double, Double, Boy in Trouble, titulado Doble, doble, niño zozobra en España y El doble de Bart en Hispanoamérica, es el tercer episodio perteneciente a la vigésima temporada de la serie animada Los Simpson, estrenado en Estados Unidos el 19 de octubre de 2008 mientras que en Hispanoamérica su estreno fue el 3 de mayo de 2009. Fue escrito por Bill Odenkirk y dirigido por Michael Polcino. En el episodio, Bart conoce un niño millonario llamado Simon Woosterfield, quien resulta ser muy parecido a él. Debido a esto, ambos deciden intercambiar sus hogares; Simon disfruta viviendo con los Simpson mientras que Bart descubre que sus nuevos hermanos quieren matarlo, para así heredar la fortuna familiar de los Woosterfield. El antiguo jugador de la NFL Joe Montana es la estrella invitada, interpretándose a sí mismo. En su emisión original, el episodio fue visto por 8,09 millones de espectadores.

## Sinopsis

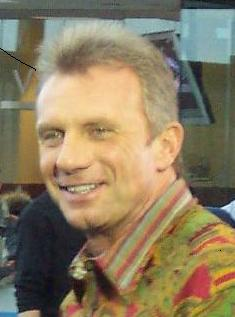
Joe Montana aparece en el episodio, interpretándose a sí mismo.

En el Kwik-E-Mart, Homer corre a comprar el último billete de lotería, pero se distrae cuando Bart trata de lanzar una bola de cañón al suelo. Mientras Homer trata de salvar a Bart, Lenny compra el billete de lotería y gana $50.000. Lenny, feliz, invita a Homer a una fiesta elegante en el prestigioso Hotel Woosterfield por lo cual, Homer actúa iracundo porque Bart le costó $50.000.
Cuando están yendo a la fiesta, Bart, sin quererlo, mancha el nuevo vestido de Marge con orina de gato, (la cual estaba dirigida a Rod y Todd Flanders) consiguiendo enfadarla a ella y a Homer. Mientras Homer felicita a Lenny (aunque a regañadientes, debido a lo ocurrido en el minisúper), Bart realiza un plan para arruinar la fiesta. Ya en el auto, Marge le dice a Homer por qué Bart es así de malo y Homer le explicó que es así porque ella tomó una gota de alcohol cuando estaba embarazada. En un flashback se lo ve salir al Alcalde Quimby con una botella de champán al lado de un barco y, al romper la botella, cae una gota de licor en la boca de Marge sobre su lengua y la gota pasa por su interior y la gota llega a Bart y lo toca y se escucha la frase "Ay caramba!" y Bart cambia de forma y le salen los picos de la cabeza y una sonrisa malvada, Marge dice que fue imperdonable y le dice que la gota hizo hacer el mal comportamiento de Bart empeora las cosas, y después llegan a la fiesta. Abre todos los paquetes con regalos e introduce en ellos Roombas los cuales, empiezan a destruir todo. La policía actúa con rayos ultravioletas para atrapar al vándalo con lo que, descubren a Bart; Marge, furiosa, confisca los juegos de mesa de Bart, ya que él le señala que le había quitado sus juegos de video y la televisión anteriormente.
Bart queda furioso con su familia y se encierra en el baño, en donde conoce a Simon Woosterfield, un niño rico que resulta ser igual que Bart físicamente. Bart descubre que a Simon le desagradaba su estilo de vida adinerado y pomposo; para ser felices ambos, deciden intercambiar lugares, por lo que Simon va a vivir con los Simpson y Bart con los Woosterfields. Luego de informarse entre sí con lo que debían saber sobre sus familias, Bart descubre que disfruta de su nuevo hogar mientras que Simon no lograba acostumbrarse a su nueva vida.
Simon empieza a mostrar una actitud totalmente opuesta a la de Bart como el de enfadarse con Homer por no saber buenos modales en la mesa o, el ser amable con Marge y su cariño con el que lo arropa para dormir. Pero Lisa, la más curiosa, comienza a sospechar que Bart (Simon) no es quien dice ser porque reconocía perfectamente la actitud del verdadero Bart.
Mientras tanto, Bart conoce a Devan y a Quenley, sus nuevos hermanos. Los dos tratan mal a Simon cada vez que tienen la oportunidad. Al día siguiente, los Woosterfields ofrecen una fiesta magnífica para la parte más acaudalada de la ciudad; luego de ver al Sr. Burns y a Smithers, Bart pregunta por qué Devan y Quenley siempre lo molestan más de lo que deberían. El Sr. Burns le relata la historia de su infancia, cuando siempre había sido el más joven de una familia millonaria, por lo que cuando sus hermanos habían fallecido (la mayor parte de ellos por una intoxicación con papas), había heredado el dinero familiar. Bart se da cuenta de que los dos deberían estar planeando su muerte, para heredar la fortuna Woosterfield completa. Bart se siente enfadado cuando se da cuenta de que Simon lo había engañado.
Lisa rápidamente se da cuenta de que Simon no es Bart, y trata de descubrir cuál era el verdadero asunto. Simon finalmente admite ante toda la familia Simpson que Bart estaba en peligro; Devan y Quenley lo habían llevado a esquiar a Aspen, esperando poder matarlo allí. Luego de empujar a Bart por la colina Black Diamond, la cual solo pueden usarla los esquiadores profesionales, Devan y Quenley se entusiasman ante las perspectiva de que Simon estuviese muerto y ellos tuviesen la fortuna familiar. Quenley, sin embargo, quiere el dinero para ella sola, y le ofrece a Devan una papa (presuntamente envenenada). Cuando trata de rescatar a Bart, Homer cae por la colina y se transforma en una bola de nieve gigante, salvándolo de igual modo.
Bart aun está enfadado con Simon, pero este le dice que regresaría con su propia familia; cuando Bart le pregunta que haría para evitar ser asesinado por los ataques de Devan y Quenley, Simon le responde que no se preocupe por eso (porque en realidad, tanto Devan como Quenley ya planeaban traicionarse entre ellos). Homer se queda mirando cómo era la vida de Simon y pide a ruegos ser un empleado de él mientras persigue su limosina porque Homer no quiere estar con su familia. Al regresar a su hogar, Marge arropa a Bart en su cama. Luego de que ella se retira de la habitación, el niño se siente feliz y relajado por la vida que lleva.